# 碲吩
碲吩是噻吩和硒吩的碲類似物。 

## 合成
第一種被製備的碲吩，四苯基碲吩，由Braye等人於1961年製備。。他們通過將1,4-二鋰四苯基丁二烯和四氯化碲反應製備這種碲吩，而1,4-二鋰四苯基丁二烯由二苯基乙炔和锂反應合成而來。這種碲吩在二氯甲烷/乙醇混合物中再結晶後，它的製備收率為56%。它是黃橙色晶體，熔點為239-239.5 °C。他們使用1,4-二碘四苯基丁二烯和碲化锂時，他們以82%產率製備了這一種碲吩。
1966年，Mack發出報告，說可以通過在20 °C下在甲醇裡將碲化钠和丁二炔反應，合成無取代基的碲吩。通過選擇有適當取代基的丁二炔前體，這個方法可以用來製備碲吩的2,5-衍生物最終產物是淡黃色的液體，熔點和沸點分別為−36 °C和148 °C。 Taticchi等人對此合成作出改進，例如使用舒伦克线從反應容器中去除氧氣和水分、使用純丁二炔（減少氧化和聚合副反應）和不使用真空以減少甲醇，因為它會導致產物減少。這個改進的過程以47%收率分離碲吩。
碲吩的构型首次由微波光谱於1973年確認，并通过X射线衍射数据进行进一步精修。根據研究，Te–C鍵的鍵長為2.046 Å，比硒吩的更長。此外，C–Te–C角度為82°，比硒吩的更小。這個觀察可能是因為碲原子比較大。這些觀察也與硒吩的芳香性比碲吩的大這一事一致。在它的同类物中，芳香性的順序由上至下為：苯 > 噻吩 > 硒吩 > 碲吩 > 呋喃。